# Désenchantée
Désenchantée is een nummer van de Franse zangeres Mylène Farmer uit 1991. Het is de eerste single van haar derde studioalbum L'autre....
De tekst is geïnspireerd op het boek Op de toppen van de wanhoop van de Roemeense filosoof Emil Cioran. "Désenchantée" kent een pessimistische tekst die gaat over een ontevreden en teleurgestelde generatie, en de gevoelens voor wereldwijde gebeurtenissen van dat moment weerspiegelde. Destijds waren er door heel Frankrijk demonstraties van studenten, die protesteerden tegen hun status en leervoorwaarden. Daarnaast woedde de Golfoorlog van 1990-1991, wat ook gemengde gevoelens opriep.
"Désenchantée" verbleef meer dan twee maanden lang op de nummer 1-positie in Frankrijk. Ook in het Nederlandse en Duitse taalgebied sloeg het nummer aan. In de Nederlandse Top 40 bereikte het de 18e positie, en in de Vlaamse Radio 2 Top 30 de 23e.

## Kate Ryan
In 2002 bracht Kate Ryan een eurodancecover van het nummer uit, als derde single van haar debuutalbum Different.
In een podcast van Radio 2 vertelde Ryan dat ze in een café in Antwerpen met vrienden de originele versie van Mylène Farmer speelde, toen bij haar het idee ontstond om het nummer te coveren. In die tijd sprak Ryan nog gebrekkig Frans. Haar uitvoering van "Désenchantée" werd een enorme hit door heel Europa, in veel landen zelfs succesvoller dan het origineel. In de Vlaamse Ultratop 50 bereikte het de nummer 1-positie, en in de Top 40 kwam het tot de 2e positie en werd Dancesmash op Radio 538. Naar eigen zeggen kon Ryan pas later meer van het succes van haar cover genieten.

## Exit Eden
In 2024 bracht Exit Eden een metal-cover uit van het nummer, afkomstig van hun tweede album Femmes Fatales.